# Aserbaidschanische Namensgebung
Die Namensgebung im asiatischen Staat Aserbaidschan basiert auf dem Ampelprinzip. Dabei haben einige erlaubte oder erwünschte Namen grünes Licht, verbotene Namen wie Sowjet oder Kombain haben rotes Licht. Zum gelben Licht gehören Namen, wenn ein Elternteil Ausländer ist.

## Nachnamen
Die Regelung der Nachnamen erfolgt durch den gemeinsamen Namen der verheirateten Eltern. Wenn die Eltern keinen Namen teilen, bekommt das neugeborene Kind den Nachnamen eines Elternteils.

## Vornamen

### Häufigste Jungennamen
- Ali
- Anar
- Elchin
- Elnur
- Vugar

### Häufigste Mädchennamen
- Aygün
- Günay
- Günel
- Leila
- Sevinch